# Renson Martínez Prada
Renson Jesús Martínez Prada (Arauquita, 29 de mayo de 1980) es un ingeniero ambiental y político colombiano, quien se desempeña actualmente como Gobernador del Departamento de Arauca.

## Biografía
Nació en zona rural de Arauquita, el 29 de mayo de 1980, hijo de los campesinos Jesús Martínez Rueda y Marina Prada Pérez, quienes forjaron en él los valores del trabajo y la dedicación propios de la vida en el campo. Estudió Ingeniería ambiental en la Universidad Nacional de Colombia, de donde también tiene una especialización en área sanitaria y una maestría en Medio Ambiente y Desarrollo. Así mismo, posee una especialización en Estado, Políticas Públicas y Desarrollo de la Universidad de los Andes.
En el sector público se desempeñó como secretario de Planeación e Infraestructura de Arauquita, secretario de Desarrollo Agropecuario y Sostenible en la gobernación de Arauca y docente en la Universidad Nacional de Colombia. En las elecciones regionales de 2015 resultó elegido alcalde de Arauquita por una coalición conformada por el Partido Verde, el Partido Conservador y el Partido de la U, al haber alcanzado 9,391 votos.
En las elecciones regionales de 2023 se presentó como candidato a Gobernador de Arauca con el aval del Partido Liberal y el apoyo del Partido Verde, el Partido Conservador, el Partido de la U y la Alianza Social Independiente. En el escrutinio final la Registraduría lo declaró ganador al haber obtenido 41.188 votos, equivalentes al 37,97% del total.